# アドラー・フォン・リューベック
アドラー・フォン・リューベック（ドイツ語: Adler von Lübeck, Der Große AdlerまたはLübscher Adlerとも）は、16世紀ハンザ同盟の都市リューベックの軍艦である。名は「リューベックの鷲」を意味する。全長78.3メートル、排水量2-3,000トンで、当時世界最大級の船であった。
北方七年戦争時代にバルト海と北海での商船の護衛のためリューベックが建造した、戦闘用ガレオン船である。しかし、竣工時点でリューベックはすでにスウェーデンとの和平交渉に入っており、実戦投入されることはなかった。シュテッティンの和約（1570年）の後、イベリア半島との交易用に改造され、貨物船としておよそ20年運用され、1588年に解体された。

## 寸法
リューベックの史学者ペーター・ファン・デル・ホルストは、この船の建造契約書に基づき、アドラー・フォン・リューベックの寸法を以下のように記している。
- ヘッド・ニー長：10.45メートル（18エル）
- 竜骨長：36メートル（62エル）
- 垂線間長：49メートル（85エル）
- 水線長：64メートル（111エル）
- 全長：78.3メートル
- 型幅：13.84メートル
- 最大幅：14.5メートル
- 全高：62.15メートル

この船の砲門の配列は、砲術家ハンス・フレーゼの砲門マニュアルに記録が残っている。

## ギャラリー

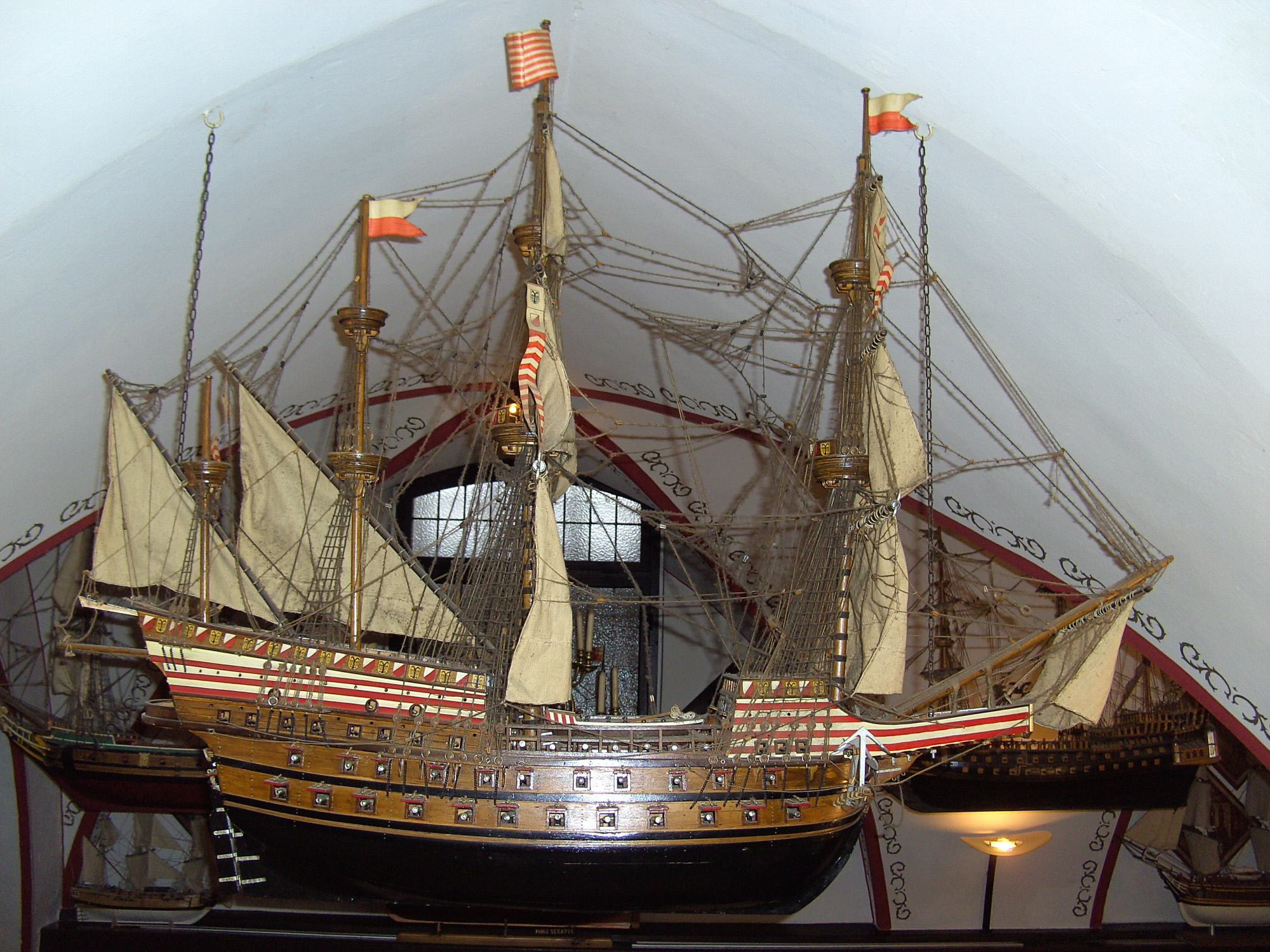
リューベックのラーツケラーに展示されている船舶模型 #1
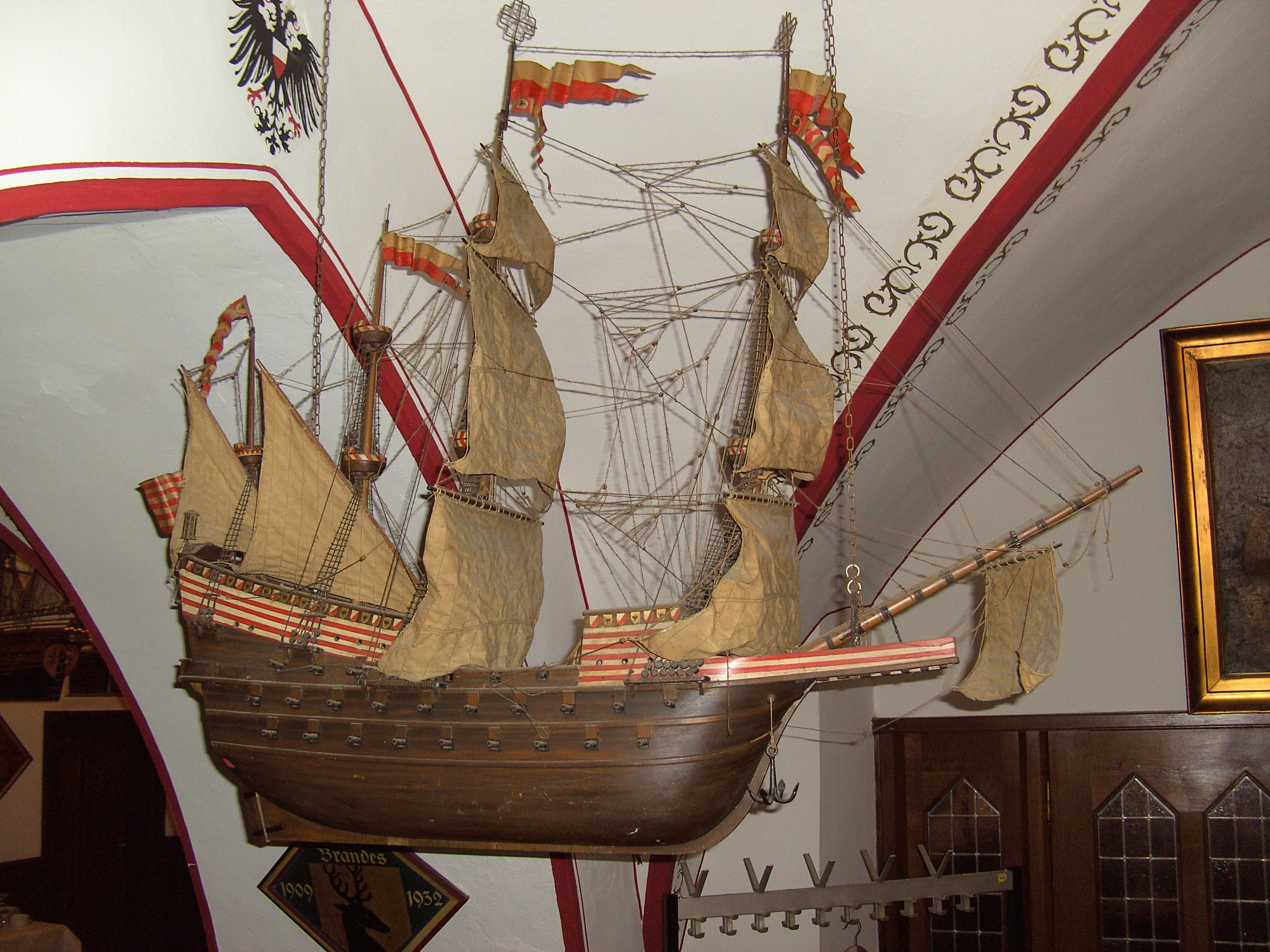
リューベックのラーツケラーに展示されている船舶模型 #2
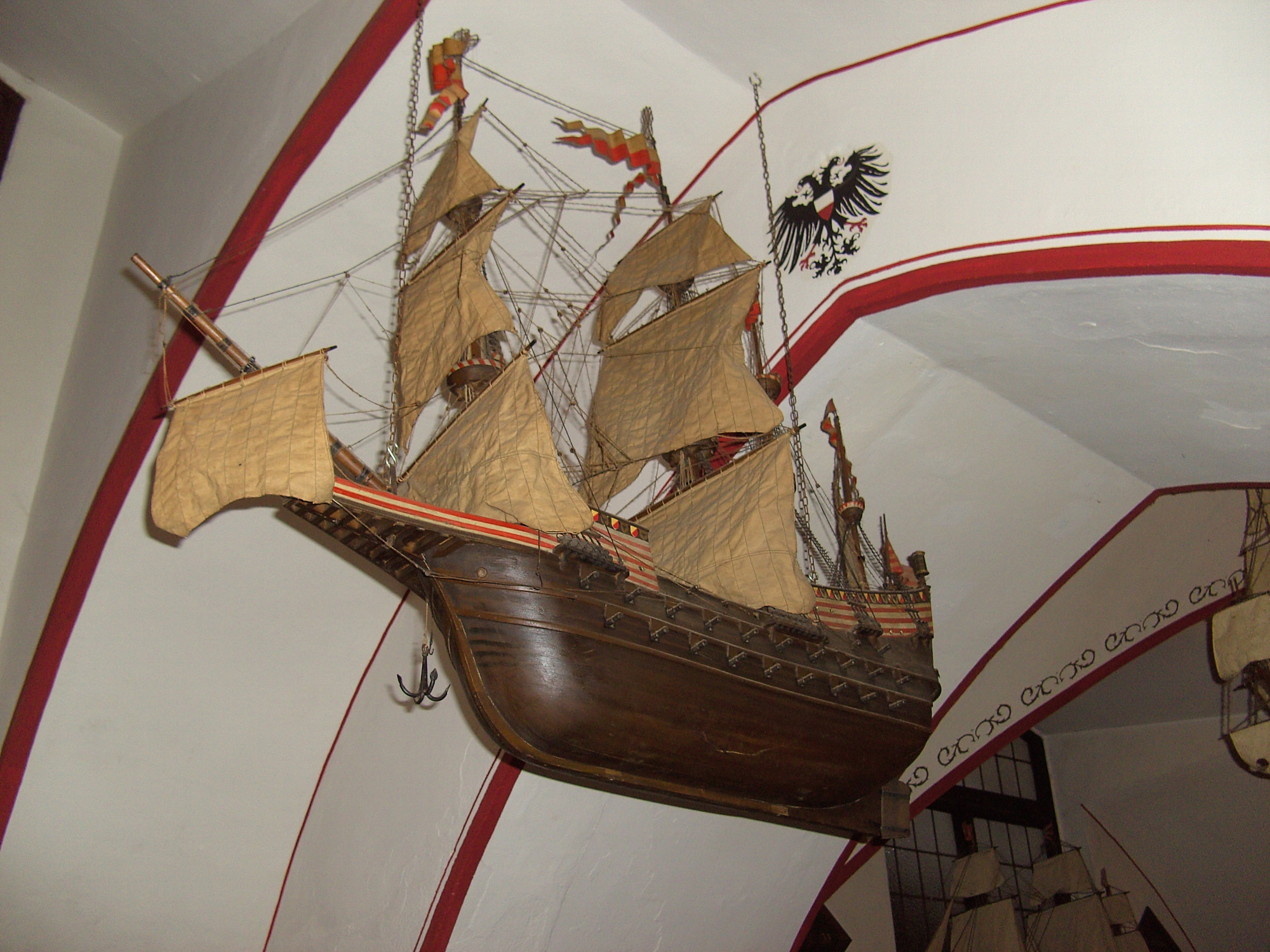
リューベックのラーツケラーに展示されている船舶模型 #2
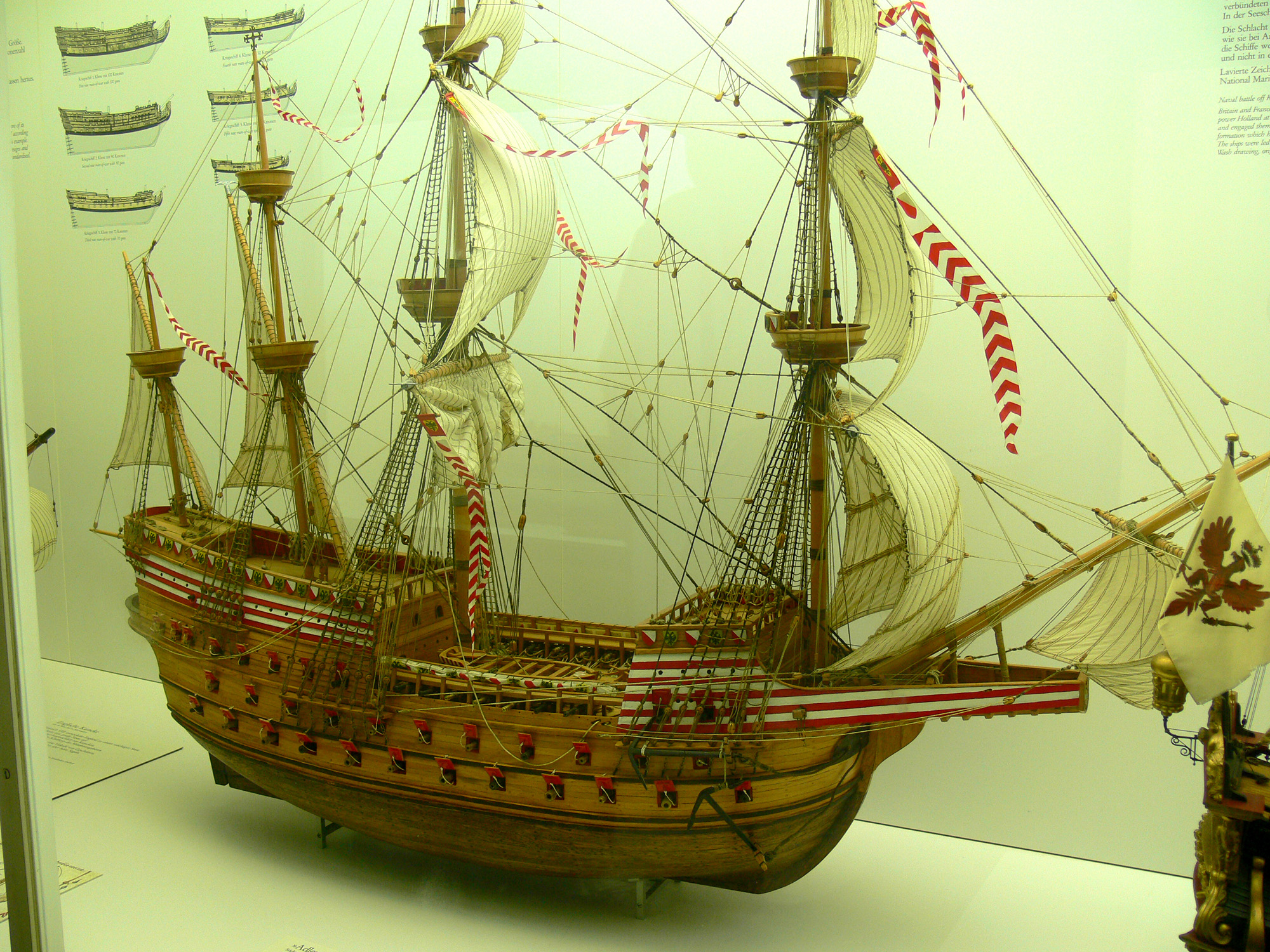
ドイツ博物館に展示されている船舶模型
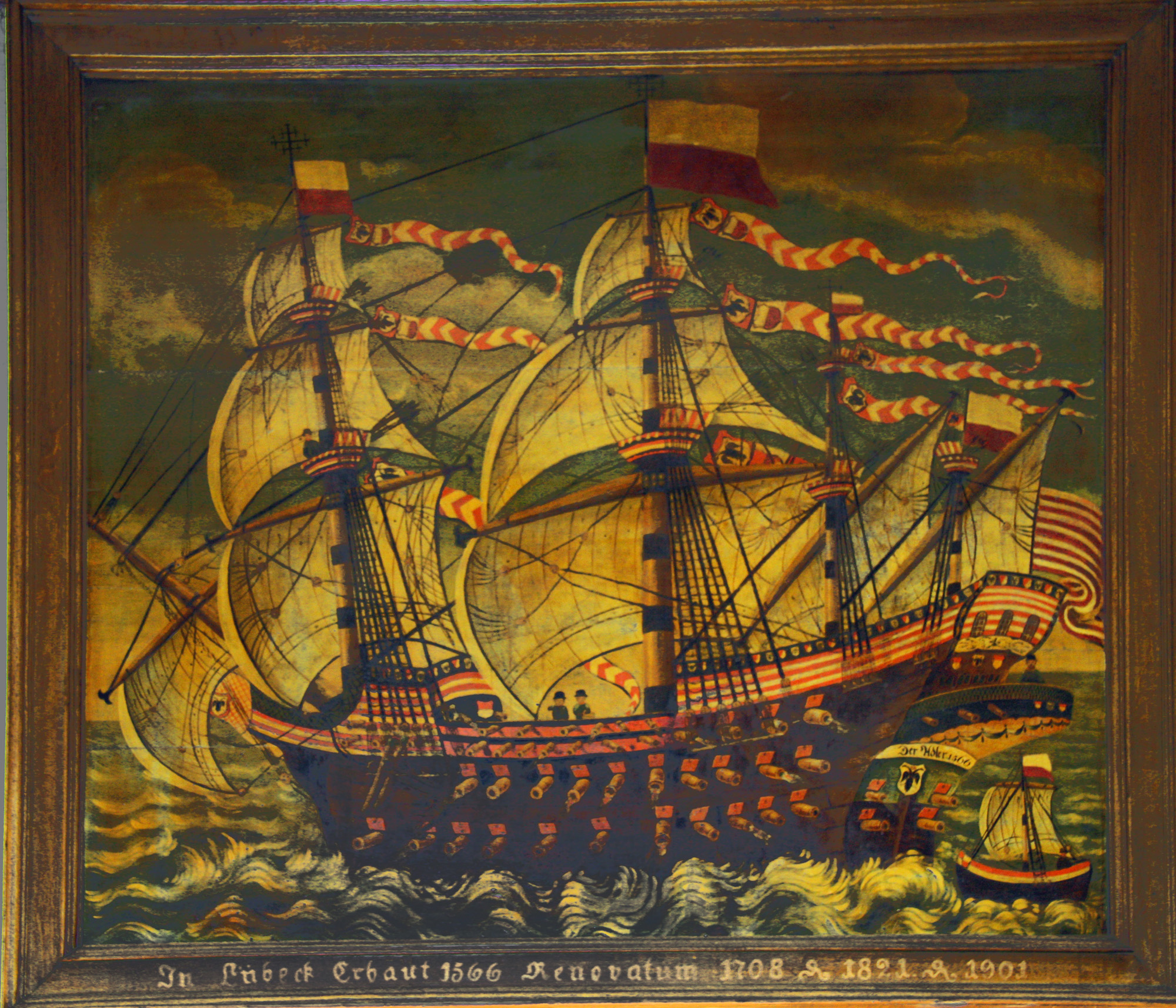
リューベック船員組合に飾られている絵画
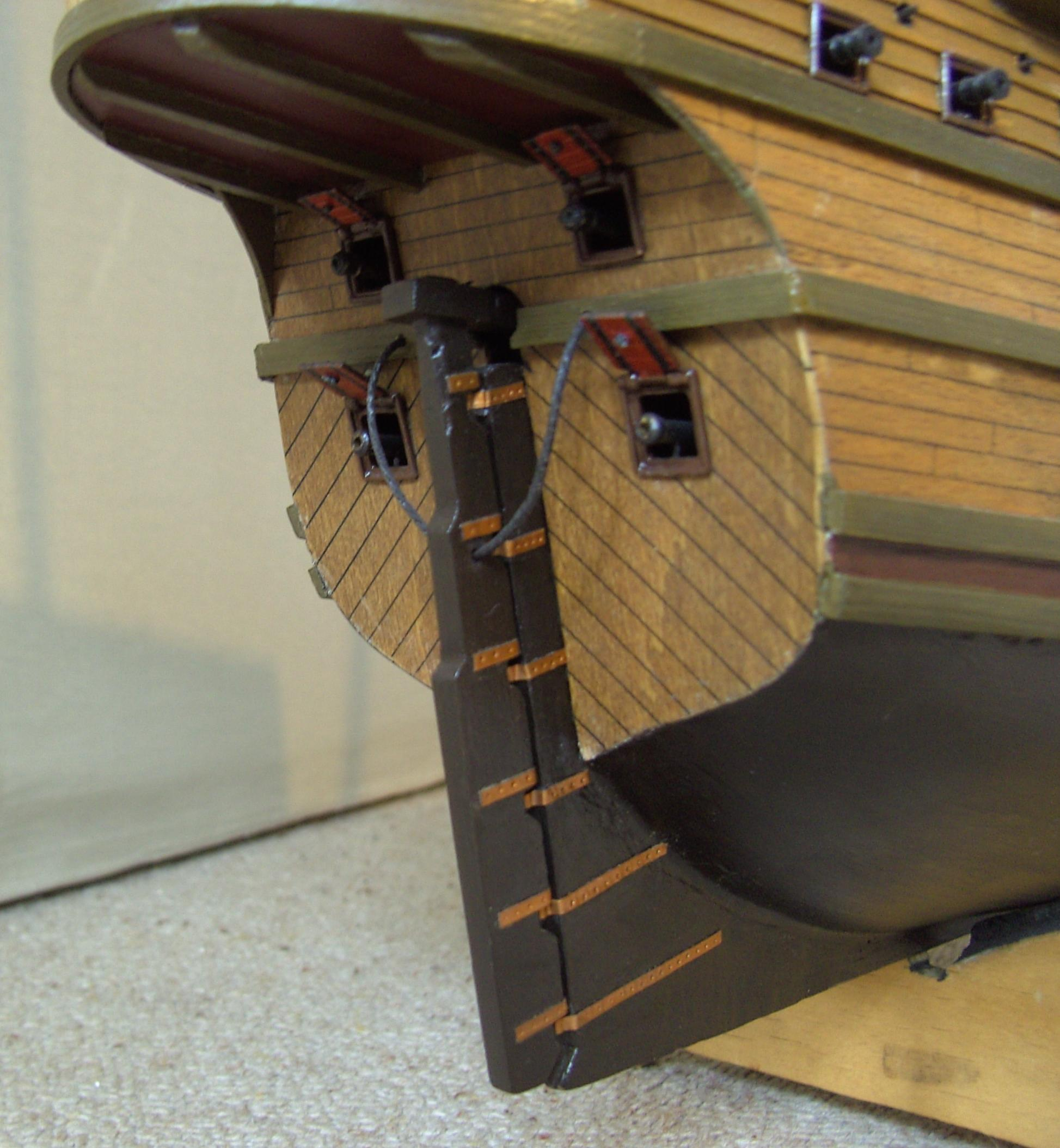
船舶模型の船尾部分（ピントルとガジョン式の舵）